# Cyligramma rudilinea
Cyligramma rudilinea är en fjärilsart som beskrevs av Walker 1858. Cyligramma rudilinea ingår i släktet Cyligramma och familjen nattflyn. Inga underarter finns listade i Catalogue of Life.